# Lotononis sericophylla
Lotononis sericophylla är en ärtväxtart som beskrevs av George Bentham. Lotononis sericophylla ingår i släktet Lotononis och familjen ärtväxter. Inga underarter finns listade i Catalogue of Life.